# Trận Chotusitz
Trận chiến Chotusitz, hay Chotusice, còn gọi là Trận đánh tại Czaslau diễn ra vào ngay 17 tháng 5 năm 1742 tại Vương quốc Bohemia, giữa Quân đội Áo do Vương công Charles Alexander xứ Lorraine chỉ huy và Quân đội Phổ do vua Friedrich II thống lĩnh. Đây là một trong những trận đánh trong cuộc Chiến tranh Kế vị Áo (1740 - 1748). Kết quả của trận đánh Chotusitz là chiến thắng thứ hai của quân đội Phổ trong cuộc Chiến tranh Silesia lần thứ nhất (1740 - 1742) - là một phần của cuộc Chiến tranh Kế vị Áo.
Hai bên có quân số tương đương nhau, khoảng từ 28.000 đến 30.000 quân, chưa kể quân Phổ còn có thêm 2.000 Bộ binh và quân Áo có thêm 2.000 Kỵ binh. The quân Áo cố gắng chiếm lại thành Praha, và quân Phổ cố gắng chặn đứng bước tiến công của quân Áo vào thành Praha. Trong cuộc chiến tranh Silesia lần thứ nhất, trận Chotusitz là trận tấn công duy nhất do người Áo phát động.

## Ý nghĩa lịch sử và những gì sau đó
Cả hai phe đầu tổn thất khoảng 25% Quân đội mình; sau đó, họ không muốn tham gia thêm bất kỳ một trận chiến nào khác. Chiến thắng tại Chotusitz vào ngày 17 tháng 5 năm 1742 đã một lần nữa thể hiện sức mạnh quân sự của nước Phổ - sau khi Quân đội Phổ đập tan tác quân Áo trong trận đánh tại Mollwitz (1741). Vào ngày 28 tháng 7 năm 1742: Hòa ước Breslau được ký kết. Vua Friedrich II bất ngờ rời bỏ các đồng minh của ông (ví dụ như Pháp), và sau những thỏa thuận kiên quyết về việc vạch ra vị trí chính xác của đường biên cương mới, ông đã chiếm được tỉnh Silesia..